# 克拉朗萨克
克拉朗萨克（法語：Clarensac，法語發音：[klaʁɑ̃sak]）是法国加尔省的一个市镇，属于尼姆区。

## 地理
克拉朗萨克（43°49'37"N, 4°13'5"E）面积14.49 平方千米，位于法国奧克西塔尼大區加尔省，该省份为法国南部沿海省份，南端濒地中海，北起顺时针与阿尔代什省、沃克吕兹省、罗讷河口省、埃罗省、阿韦龙省和洛泽尔省接壤。
与克拉朗萨克接壤的市镇（或旧市镇、城区）包括：卡韦拉克、朗格拉德、帕里尼亚尔格、圣科姆和马吕埃若勒、圣迪奥尼西、尼姆。

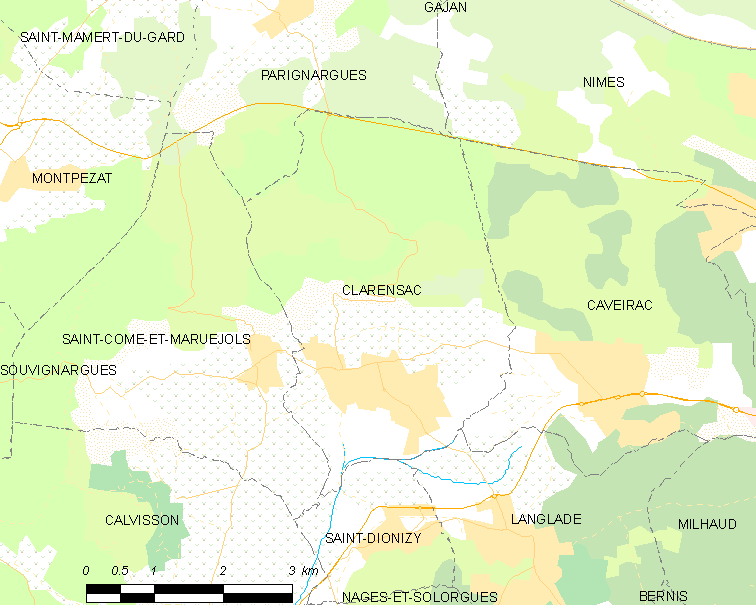
克拉朗萨克的OSM定位图

克拉朗萨克的时区为UTC+01:00、UTC+02:00（夏令时）。

## 行政
克拉朗萨克的邮政编码为30870，INSEE市镇编码为30082。

## 政治
克拉朗萨克所属的省级选区为圣吉勒县。

## 人口

1962-2008年间克拉朗萨克人口变化图示

克拉朗萨克于2022年1月1日时的人口数量为4257人。